# 라이셰보

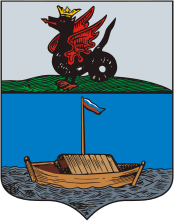
시 문장

라이셰보(러시아어: Лаишево, 타타르어: Лаеш)는 러시아 타타르 공화국 서부에 위치한 도시로, 인구는 7,730명(2002년 기준)이다. 카마 강 좌안과 접하며 카잔(타타르 공화국의 수도)에서 남동쪽으로 60km 정도 떨어진 곳에 위치한다. 1557년 건설되었고 1781년 시로 승격되었지만 1926년 폐지되고 만다. 2004년 다시 신설되었다.